# Blokdruk

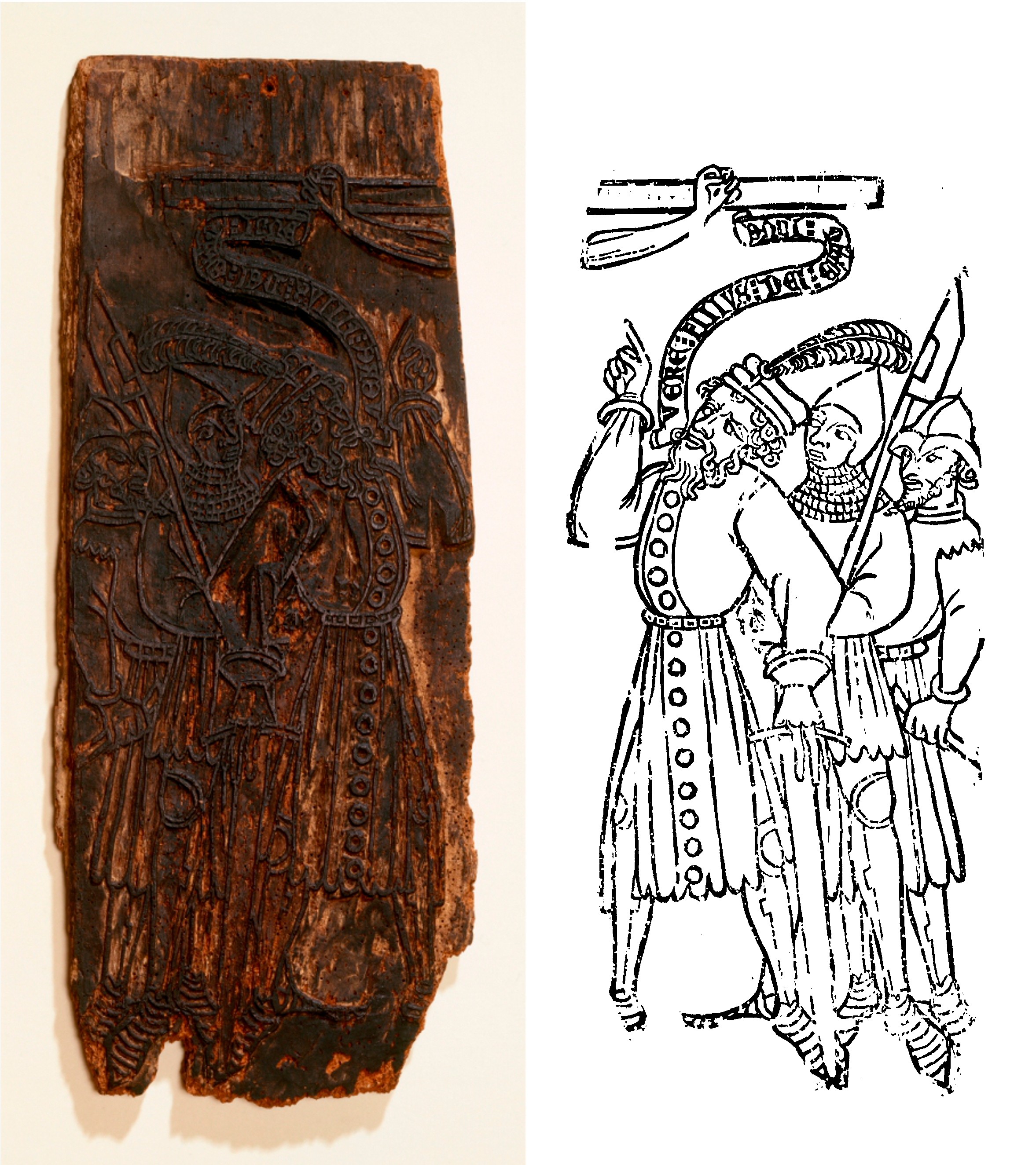
Gesneden houtblok en afdruk

Blokdruk is een druktechniek afkomstig uit China. Een op een dergelijke wijze vervaardigd boek is een blokboek. Het is ook een methode om textiel te bedrukken.

## Blokdruk (boekdruktechniek)

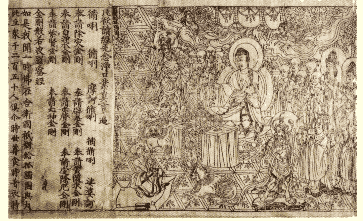
De Diamantsoetra uit 868 is het oudst bekende blokboek uit China

Het oudst bekende voorbeeld, de Dharani Sutra van onbevlekte zuiverheid en licht dateert waarschijnlijk van rond 750 en werd gevonden in een stoepa bij Kyongyu in Korea, dat toen de hoofdstad van het koninkrijk Silla was. Het oudste gedateerde voorbeeld uit China, de Diamantsoetra, stamt uit 868 (bewaard in het British Museum). De blokdruk werd in China sterk ontwikkeld tijdens de Tang-dynastie (618-907). Onder de Late Tang-keizer Mingzong (926-933) kwam de techniek in algemeen gebruik.
Vaklieden sneden de afbeelding(en) en de (vaak beperkte) tekst in het houtblok. Het blok werd vervolgens met inkt behandeld waarop een vel papier werd gelegd dat met de hand aangewreven werd. Deze handeling werd meerdere malen herhaald. Bij deze methode ontstond een moet in het papier en de waterinkt drong door het papier heen waardoor het slechts eenzijdig te bedrukken was (anopistografische druk). Om toch tweezijdige boekbladen te verkrijgen werden de blanco zijden tegen elkaar gelijmd.
Voordeel van het blokdrukproces is de grotere artistieke vrijheid dan bij andere drukmethoden. Afdrukkende blokken zijn daarentegen niet erg duurzaam en verslechteren snel bij gebruik.
De techniek vond in Europa pas in de eerste helft van de 15e eeuw zijn toepassing, met name in de cultuurcentra Brugge, Brussel, Haarlem en Utrecht. De eerste losse prenten in blokdruk dateren van 1418 en 1423. De eerste blokboeken van tussen 1430 en 1440. Blokdruk werd algemeen voor het afdrukken van prenten gebruikt, in de Nederlanden vervaardigden de Broeders des Gemenen Levens echter naast prenten geschreven teksten. De meeste blokdruk is religieus van aard. Rond 1455 werd in West-Europa het drukproces met losse letters in gebruik genomen. De blokdruk werd alleen nog gebruikt voor de weergave van afbeeldingen. Aan het einde van de 15e eeuw was de blokdruk geheel verdwenen en vervangen door de typografische druk van boeken.

## Blokdruk (textieltechniek)
In de textiel is blokdruk het bedrukken van katoen of behang met behulp van blokken waarin de patronen in hoogreliëf uitgesneden waren. Men gebruikte meestal appel- of perenhout. De blokken werden met kleurstof bedekt waarna het patroon op de stof werd gedrukt. Nadat de moderne rotatiedruk werd toegepast bleef men de blokafdruk ook nog gebruiken omdat de onregelmatigheid suggereerde dat het handwerk was. Zo vervaardigde men imitatie batik en ikat.

## Zie ook

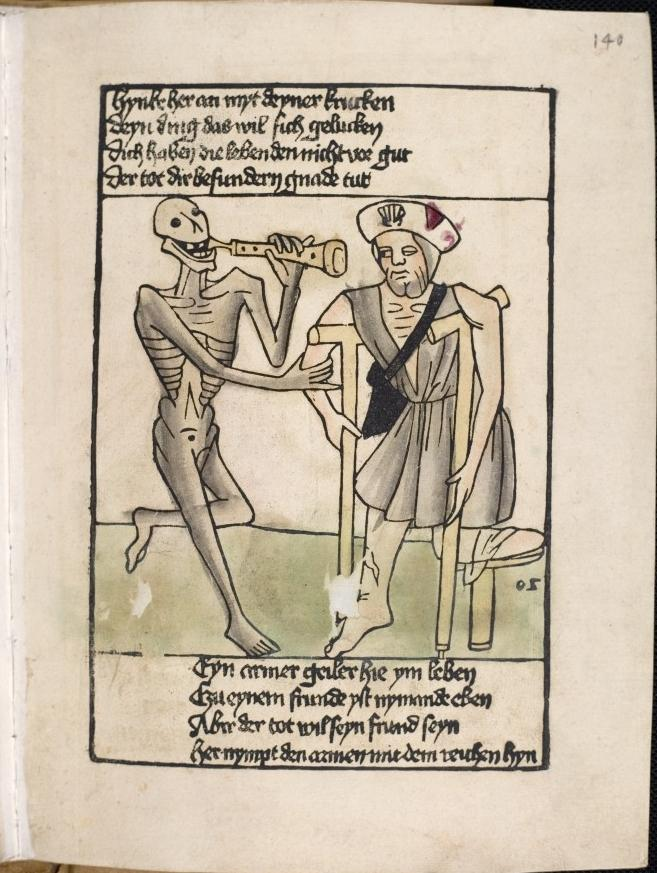
Illustratie uit een dodendans uit 1455-1458
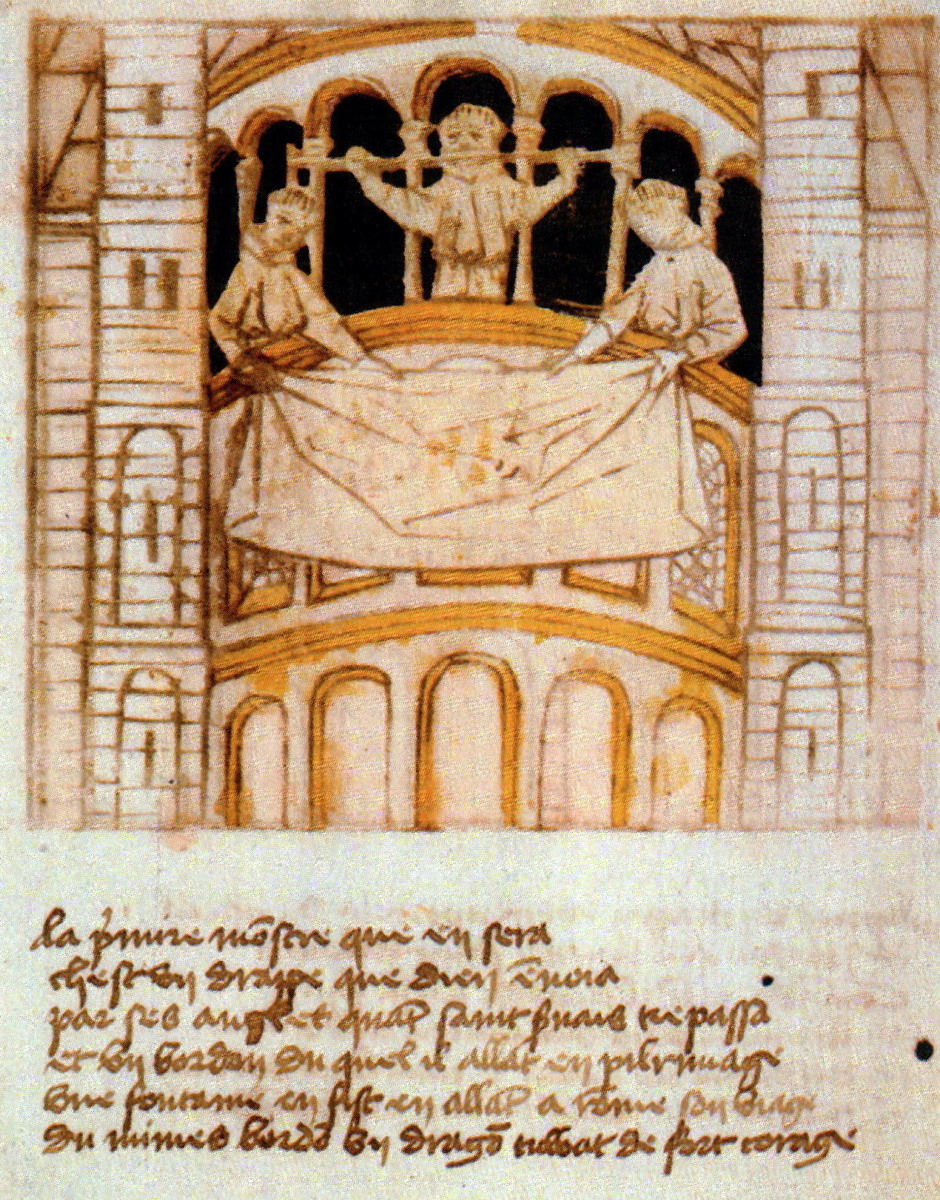
Uit het Blokboek Sint Servaas ca. 1460
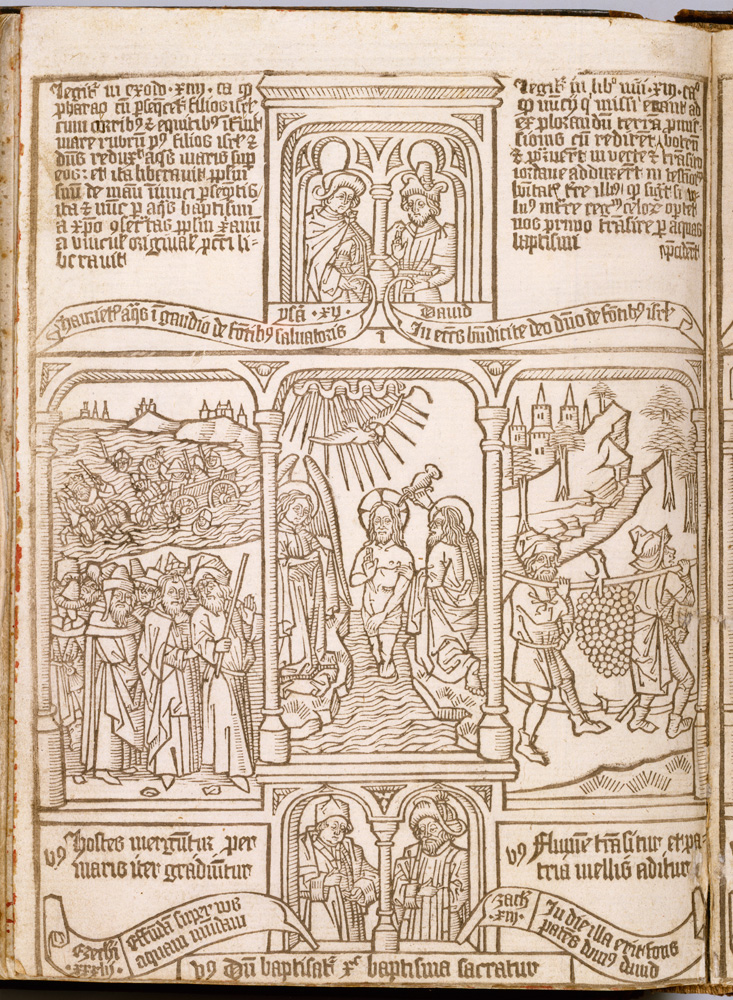
Blokboek, 1460-1470, Biblia pauperum
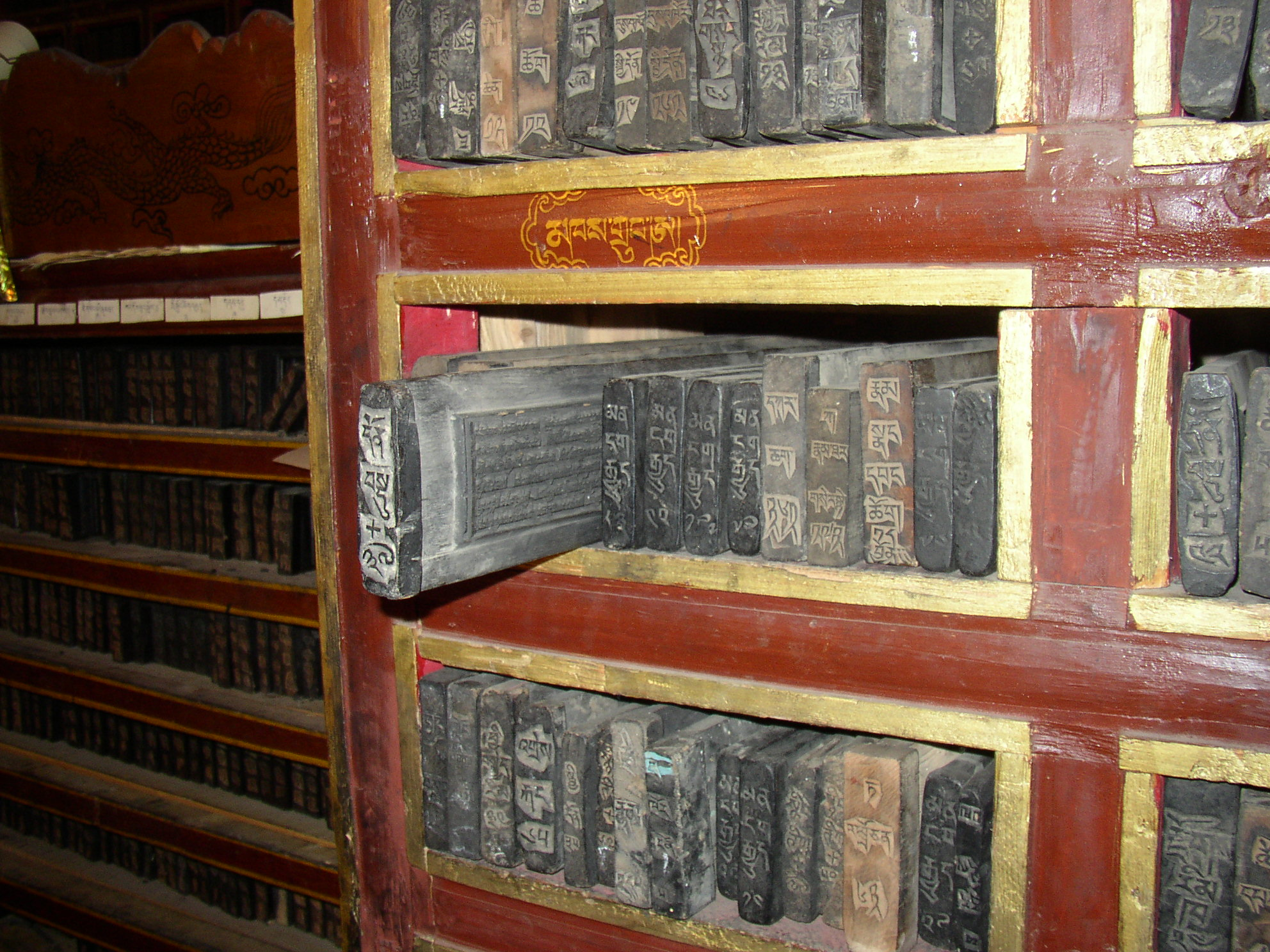
Gesneden houtblokken voor de productie van boeken in het Tibetaanse klooster Sera
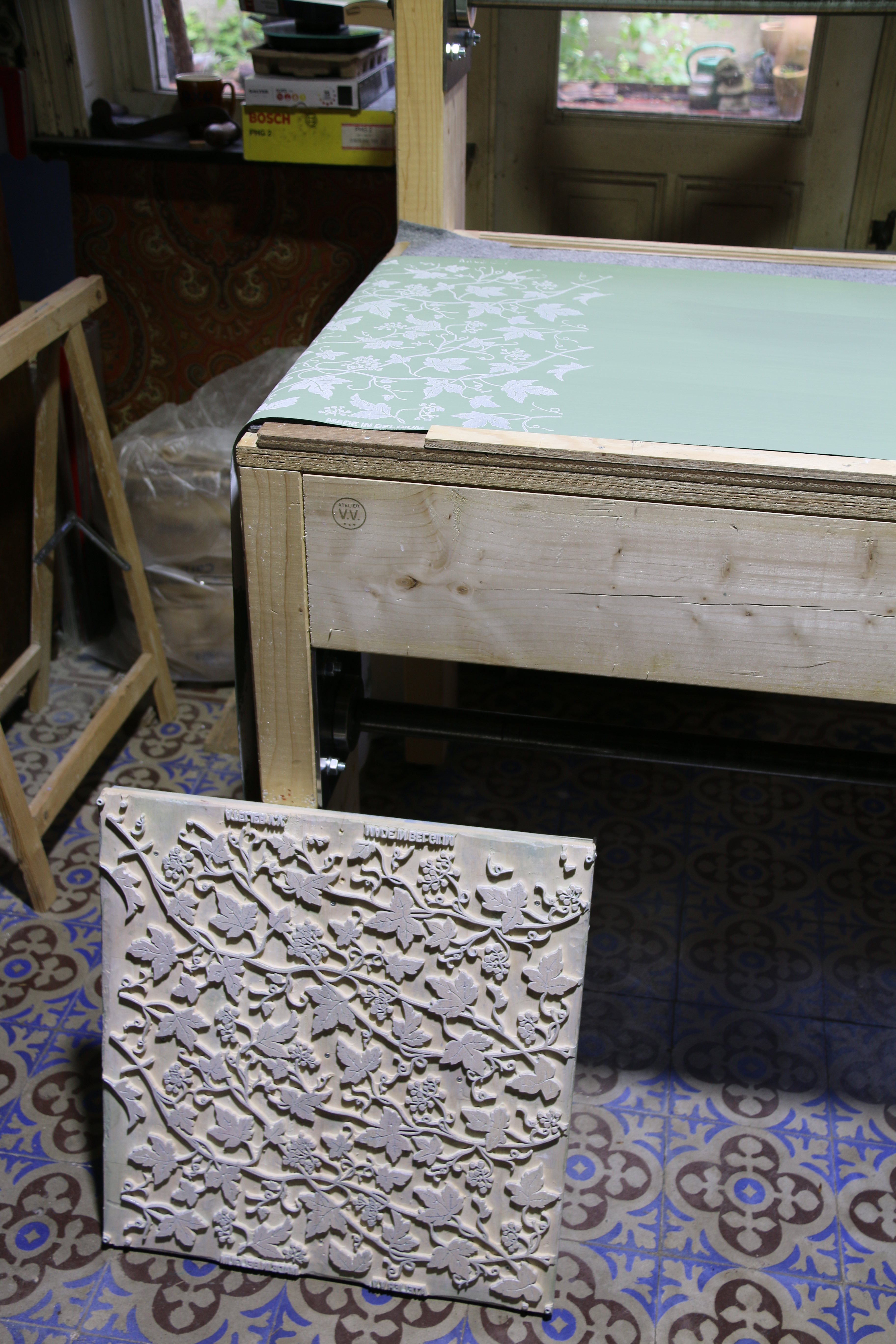
Blokdrukstempel voor behang, Atelier V.V.